# Apologia Pro Vita Sua
L'Apologia Pro Vita Sua (latino, ovvero La difesa per la sua vita) è la difesa, da parte di John Henry Newman, delle sue opinioni religiose, pubblicata nel 1864 in risposta alle accuse mossegli da Charles Kingsley della Chiesa anglicana dopo che Newman lasciò la sua posizione di parroco anglicano della Chiesa di St.Mary ad Oxford.

## Descrizione

### Antefatto
John Henry Newman era considerato come un'importante figura religiosa ancor prima che egli scrivesse questo saggio definitivo. Il background del saggio consisteva nella controversia sorta in seno agli anni '30 nella Chiesa Anglicana passata alla storia come Movimento di Oxford, in cui Newman e altri anglicani stavano richiamando la loro Chiesa a principi ispiratori vicini a quelli cattolici (anglo-cattolicesimo). Lo scontro spinse Newman e i suoi alleati a pubblicare una serie di opuscoli teologici, i Tracts for the Times, ai quali lo stesso Newman contribuì. Le tensioni culminarono quando Newman lasciò, nell'ottobre del 1843, la cura della parrocchia di St. Mary di Oxford, ritirandosi nel villaggio di Littlemore dove due anni dopo, nel 1845, si convertì al cattolicesimo.

### La stesura
Tra il 1845 e il 1864 Newman, cattolico e sacerdote legato all'Oratorio di San Filippo Neri, visse una grande situazione di disagio a causa dell'ostracismo della società inglese dell'epoca, fortemente legata a visioni antipapiste e quindi anticattoliche. Uno dei rivali di Newman fu l'anglicano Charles Kingsley della Broad Church, che rispondeva all'allontanamento di Newman con attacchi che accusavano la veridicità delle sue azioni e, di conseguenza, il suo onore:
(Apologia, p. 2)
Newman, che non aveva mai avuto occasione per esporre le sue ragioni al pubblico e «distruggere il fantasma che farfuglia al mio posto», decide di fronteggiare Kingsley non solo per questo motivo, ma anche per difendere l'onore del clero romano, secondo Newman attaccato nel complesso tramite la sua persona. L'Apologia, gettata giù di getto nella primavera del 1864, fu seguita da una successiva edizione nel 1865, con l'aggiunta di ulteriore materiale supplementare come Position of my Mind since 1845, assente nell'edizione dell'anno precedente, e di saggi sul liberalismo e altre tematiche intellettuali care a Newman. Come Newman stesso dice nell'edizione del 1865, furono omesse gran parte delle polemiche tra lui e Kingsley.

### La struttura e il contenuto

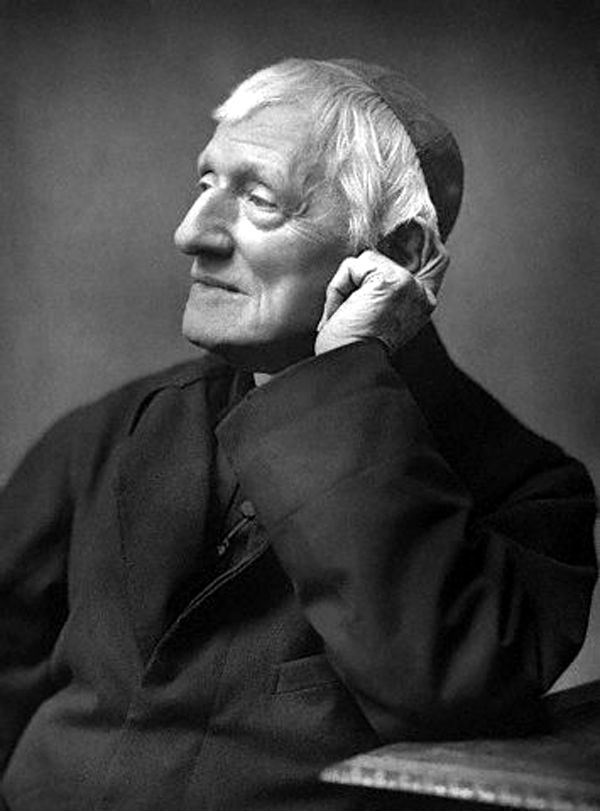
John Henry Newman

La fluente, quasi poetica prosa dell'Apologia fu una difesa spirituale autobiografica agli attacchi di Kingsley. Attraverso un linguaggio pacato e privo di qualsiasi risentimento nei confronti dei suoi accusatori, Newman muove dal dato di fatto più importante per lui, ovvero che al centro della sua vita c'è sempre stato Dio, la base di quello che ritiene il dogma contro cui combattere quello che era il grande male del suo tempo, il liberalismo. Il tema della ricerca di Dio avviene in quattro diverse fasi della sua vita, avvenute in base alle conoscenze di determinate persone che influenzarono le sue opinioni, senza intaccarne il principio basilare del dogma in Dio:
- History of my Religious Opinions up to 1833, in cui Newman parla della sua infanzia e dell'influenza calvinista impartitagli in famiglia e ad Ealing, mutata in seguito alla scoperta della tradizione apostolica e dei dogmi in seguito al contatto con Richard Whately.
- History of my Religious Opinions from 1833 to 1839, in cui espone il complesso movimento di rinnovamento religioso ad Oxford, indicandone le date salienti e la sua progressiva accomunanza alla Via media anglicana determinata dalla conoscenza di John Keble, Richard Hurrell Froude ed Edward Bouverie Pusey.
- History of my Religious Opinions from 1839 to 1841, in cui si espongono i travagli dovuti all'analisi della questione monofisita, alla sua comparazione con la situazione religiosa anglicana e al dubbio che la Chiesa Cattolica Romana, fino allora avversata, fosse nella ragione. L'apice di questo conflitto interiore giunge all'apice con il Tract 90, in cui i 39 articoli di fede anglicana vengono rivisitati in senso cattolico, suscitando violente proteste in seno all'università.
- History of my Religious Opinions from 1841 to 1845, in cui il sentimento cattolico di Newman diventa sempre più rimarcabile, tanto da abbandonare ogni incarico ecclesiastico e accademico in seno all'Università di Oxford, finendo con l'abbracciare la religione cattolica nel 1845.

L'edizione del 1865, come riportato prima, aggiunge lo stato della sua fede dal 1845 ad oggi (ovvero al 1865/65), in cui Newman dichiara che «non h[a] più avuto variazioni da registrare; più nessun'ansia del cuore». Seguono, infine, delle Notes di Newman su svariati argomenti:
- A. On Liberalism
- B. On Ecclesiastical Miracles
- C. On Sermon on Wisdom and Innocence
- D. On Series of Saints' Lives of 1843-4
- E. On Anglican Church
- F. On The Economy
- G. On Lying and Equivocation

### L'accoglienza
L'opera di Newman fu veramente ben accolta e divenne un bestseller, venendo stampato fino al giorno d'oggi. Dal punto di vista religioso, l'Apologia ebbe una grande influenza sia nella Chiesa Cattolica che in quella Anglicana, facendo di Newman uno dei più importanti e significativi esponenti del cattolicesimo non solo in Inghilterra, ma anche in Europa. L'opera, difatti, permise a Newman di essere conosciuto anche al di fuori dei confini della sua patria d'origine, venendo apprezzato da papa Leone XIII e, un secolo più tardi, da Benedetto XVI.

### Esplicative
1. ↑  Gli anglicani si sorpresero del fatto che Newman, nella sua Apologia, non li avesse mai attaccati sul piano di vista dottrinale, riconoscendo loro sincerità religiosa e mostrando riconoscenza per avergli impartito i primi rudimenti di vita cristiani.
Per esempio: Apologia, p. 6
«Sono in guerra con lui [Kingsley], ma non gli voglio male; è molto difficile provare risentimento verso le persone che non si conoscono neppure di vista.»
; Apologia, p. 21
«Oltre alle conversazioni e alle prediche di quell'uomo esimio...che fu il reverendo Walter Mayers.»
; Apologia, p. 30
«Volentieri rendo qui omaggio alla memoria del reverendo William James...che...mi insegnò la dottrina della successione apostolica.»
;Apologia, p. 32
«E veniamo ora al dottor Whately. Gli debbo molto.»
 Ancora su Whately, Newman ricorda dolorosamente la fine dell'amicizia: "gli volevo troppo bene per non provar dolore di quell'addio", in Apologia, p. 33.

### Bibliografiche
1. ↑  

(inglese)
«It is now more than twenty years that a vague impression to my disadvantage has rested on the popular mind, as if my conduct towards the Anglican Church, while I was a member of it, was inconsistent with Christian simplicity and uprightness.»

(italiano)
«Da più di venti anni ormai si è fissata nell'animo della gente un'impressione vagamente ostile nei miei riguardi, come se la mia condotta verso la Chiesa anglicana, nel tempo in cui ne facevo parte, fosse stata incompatibile con la semplicità e la rettitudine cristiana.»
(Apologia, p. 1)
2. ↑  Per il sentimento anticattolico e la visione del papa come l'Anticristo, cfr. Hill.
3. ↑  Apologia, p. 13.
4. ↑  
«...il dovere verso i miei confratelli nel clero cattolico mi avrebbe vietato una simile linea d'azione.»
(Apologia, p. 4)
5. ↑  Apologia, Introduzione di Luca Obertello, p. IX.
6. ↑  Apologia, p. 5.
7. ↑  

(inglese)
«my battle was with liberalism; by liberalism I meant the anti-dogmatic principle and its developments [...] I have changed in many things: in this I have not. From the age of fifteen, dogma has been the fundamental principle of my religion [...] What I held in 1816, I held in 1833, and I hold in 1864. Please God, I shall hold it to the end.»

(italiano)
«La mia battaglia era contro il liberalismo: per liberalismo intendevo il principio antidogmatico e le sue conseguenze [...] In molte cose sono cambiato, in questa no. Fin da quando avevo quindici anni, il dogma è stato il principio basilare della mia religiose [...] Quanto credevo nel 1816, lo credevo anche nel 1833, e lo credo nel 1816. Voglia Dio che lo creda fino alla fine.»
(Apologia, p. 77; 78)
8. ↑  Newman utilizza proprio questo termine, nell'Apologia. Si legga in Apologia, p. 27: «Nel 1822 fui esposto ad influenze...»; Ivi, p. 38: «Inoltre a quel tempo ero sotto l'influsso...»
9. ↑  Newman, p. 257.
10. ↑  Tornielli-Gianelli, p. 88.

### Usata
- Andrea Tornielli, Andrea Gianelli, John Henry Newman: fermate quel convertito, 1ª ed., Milano, Gribaudi, settembre 2010, ISBN 978-88-6366-036-4.
- Christopher Hill, L'Anticristo nel Seicento inglese, a cura di Pietro Adamo, Milano, Mondadori, 1990, ISBN 88-04-32798-7.
- John Henry Newman, Apologia Pro Vita Sua, a cura di Margherita Guidacci – Giovanni Velocci, 2ª ed., Milano, Jaca Book, gennaio 1995, ISBN 88-16-30282-8.

### Ulteriori letture
- (EN) Robert A. Colby, The Poetical Structure of Newman's 'Apologia Pro Vita Sua', in The Journal of Religion, vol. 33, n. 1, gennaio 1953,  pp. 47-57. URL consultato il 25 gennaio 2018.
- (EN) Leonard W. Deen, The Rhetoric of Newman's Apologia, in ELH, vol. 29, n. 2, giugno 1962,  pp. 224-238. URL consultato il 25 giugno 2018.
- (EN) Linda H. Peterson, Newman's Apologia Pro Vita Sua and the Traditions of the English Spiritual Autobiography, in PMLA, vol. 100, n. 3, maggio 1985,  pp. 300-314. URL consultato il 25 gennaio 2018.